# Kate Freelander
Kate Freelander a Sanctuary – Génrejtek című kanadai sci-fi-fantasy televíziós sorozat főszereplője. Első megjelenése a második évad első részében volt, ekkor még - mint szabadúszó - a Cabalnak dolgozott, az évad harmadik részétől hivatalosan is Helen Magnus csapatának tagja lett.

## Korai évek
Kate Freelander (Agam Darshi) Mumbaiban született, de Chicagóban nőtt föl, majd apja halála után elhagyta a várost. Egy öccse van, Thad.

## Menedék
A második évad első, Az éjszakák vége című részében tűnt fel először a Cabal szabadúszójaként. Később átállt Dr. Magnus oldalára, miután a Cabal vadászni kezdett rá, és segített legyőzni a Menedék elpusztítására létrehozott génkezelt vámpír-hibrid csapatot. Ashley Magnus halála után tulajdonképpen átvette a lány helyét a csapatban, a Dicshimnusz című epizódban már a csapat tagjaként segített befogni egy elszabadult abnormális kölyköt, aki Kate-et az anyjának vélte. Az epizódban döntött úgy, hogy a csapatban marad. Egy alternatív jövőben neki és Willnek közös gyermekük született, Magnus Zimmerman.

## Külső hivatkozások
- Kate Freelander a sorozat hivatalos weboldalán
- IMDb Archiválva 2010. január 22-i dátummal a Wayback Machine-ben
- Sanctuary Wikia